# 1977-es magyar úszóbajnokság
Az 1977-es magyar úszóbajnokságot az júliusban rendezték meg a Hajós Alfréd Nemzeti Sportuszodában.

## Eredmények

### Férfiak
| Versenyszám            | Arany                                                               | Arany                                                             | Ezüst                                                             | Ezüst                                                             | Bronz                                                              | Bronz                                                             |
| ---------------------- | ------------------------------------------------------------------- | ----------------------------------------------------------------- | ----------------------------------------------------------------- | ----------------------------------------------------------------- | ------------------------------------------------------------------ | ----------------------------------------------------------------- |
| 100 m gyorsúszás       | A győztes a szintidőt nem teljesítette, így nem avattak bajnokot!   | A győztes a szintidőt nem teljesítette, így nem avattak bajnokot! | A győztes a szintidőt nem teljesítette, így nem avattak bajnokot! | A győztes a szintidőt nem teljesítette, így nem avattak bajnokot! | A győztes a szintidőt nem teljesítette, így nem avattak bajnokot!  | A győztes a szintidőt nem teljesítette, így nem avattak bajnokot! |
| 200 m gyorsúszás       | Hargitay András Bp. Honvéd                                          | 1:57,78                                                           | Wladár Zoltán KSI                                                 | 1:57,94                                                           | Verrasztó Zoltán Bp. Honvéd                                        | 1:59,16                                                           |
| 400 m gyorsúszás       | Wladár Zoltán KSI                                                   | 4:02,81                                                           | Koczka István Bp. Honvéd                                          | 4:08,46                                                           | Nagy Sándor Gyula                                                  | 4:12,18                                                           |
| 1500 m gyorsúszás      | Wladár Zoltán KSI                                                   | 15:52,18                                                          | Koczka István Bp. Honvéd                                          | 16:14,92                                                          | Nagy Sándor Gyula                                                  | 16:37,49                                                          |
| 100 m hátúszás         | Verrasztó Zoltán Bp. Honvéd                                         | 59,66                                                             | Rudolf Róbert Bp. Honvéd                                          | 1:00,46                                                           | Gulyás János KSI                                                   | 1:00,90                                                           |
| 200 m hátúszás         | Verrasztó Zoltán Bp. Honvéd                                         | 2:06,98                                                           | Gulyás János KSI                                                  | 2:08,37                                                           | Rudolf Róbert Bp. Honvéd                                           | 2:09,10                                                           |
| 100 m mellúszás        | Vermes Albán Eger SE                                                | 1:08,58                                                           | Tóth János Eger SE                                                | 1:11,35                                                           | Sáringer Károly Székesfehérvári Volán                              | 1:11,75                                                           |
| 200 m mellúszás        | Vermes Albán Eger SE                                                | 2:27,42                                                           | Sós Csaba Bp. Honvéd                                              | 2:32,97                                                           | Tóth János Eger SE                                                 | 2:36,53                                                           |
| 100 m pillangóúszás    | Mikola Tamás Bp. Honvéd                                             | 58,66                                                             | Hargitay András Bp. Honvéd                                        | 59,34                                                             | Szentirmay István BVSC                                             | 1:00,08                                                           |
| 200 m pillangóúszás    | Mikola Tamás Bp. Honvéd                                             | 2:05,16                                                           | Hargitay András Bp. Honvéd                                        | 2:07,99                                                           | Sós Csaba Bp. Honvéd                                               | 2:11,30                                                           |
| 200 m vegyes úszás     | Hargitay András Bp. Honvéd                                          | 2:11,83                                                           | Sós Csaba Bp. Honvéd                                              | 2:12,07                                                           | Mikola Tamás Bp. Honvéd                                            | 2:14,61                                                           |
| 400 m vegyes úszás     | Hargitay András Bp. Honvéd                                          | 4:34,99                                                           | Verrasztó Zoltán Bp. Honvéd                                       | 4:37,67                                                           | Sós Csaba Bp. Honvéd                                               | 4:41,66                                                           |
| 4 × 100 m gyorsváltó   | Bp. Honvéd Verrasztó Zoltán Rudolf Róbert Sós Csaba Hargitay András | 3:45,52                                                           | BVSC Széki József Sunyovszky Ferenc Szentirmay István Hajós Gyula | 3:46,59                                                           | KSI Kovács Ottó Fodor Szabolcs Botond Árpád Wladár Zoltán          | 3:48,47                                                           |
| 4 × 200 m gyorsváltó   | Bp. Honvéd Sós Csaba Koczka István Verrasztó Zoltán Hargitay András | 8:10,95                                                           | KSI Kovács Ottó Gulyás János Fodor Szabolcs Wladár Zoltán         | 8:12,65                                                           | BVSC Hajós Gyula Sunyovszky Ferenc Fekete József Szentirmay István | 8:26,29                                                           |
| 4 × 100 m vegyes váltó | Bp. Honvéd Verrasztó Zoltán Sós Csaba Mikola Tamás Hargitay András  | 4:09,97                                                           | Eger SE Lőrincz Attila Vermes Albán Holló Tivadar Simkó Gyula     | 4:12,51                                                           | Újpesti Dózsa Hévizi Ottó Haris Csaba Kubina István Tóth Csaba     | 4:17,49                                                           |

### Nők
| Versenyszám            | Arany                                                    | Arany   | Ezüst                                                       | Ezüst   | Bronz                                                                  | Bronz   |
| ---------------------- | -------------------------------------------------------- | ------- | ----------------------------------------------------------- | ------- | ---------------------------------------------------------------------- | ------- |
| 100 m gyorsúszás       | Schäffer Zsuzsa Vasas SC                                 | 1:00,95 | Fodor Ágnes Eger SE                                         | 1:01,43 | Törő Edit Bp. Spartacus                                                | 1:01,74 |
| 200 m gyorsúszás       | Schäffer Zsuzsa Vasas SC                                 | 2:08,97 | Szlavitsek Gizella Újpesti Dózsa                            | 2:12,11 | Verrasztó Gabriella KSI                                                | 2:14,26 |
| 400 m gyorsúszás       | Schäffer Zsuzsa Vasas SC                                 | 4:29,31 | Lázár Eszter Eger SE                                        | 4:36,17 | Wierdl Zsuzsa KSI                                                      | 4:38,75 |
| 800 m gyorsúszás       | Schäffer Zsuzsa Vasas SC                                 | 9:15,45 | Miklósfalvi Éva BVSC                                        | 9:16,85 | Wierdl Zsuzsa KSI                                                      | 9:29,80 |
| 100 m hátúszás         | Czövek Zsuzsanna Vasas SC                                | 1:06,59 | Verrasztó Gabriella KSI                                     | 1:07,19 | Fodor Ágnes Eger SE                                                    | 1:07,90 |
| 200 m hátúszás         | Verrasztó Gabriella KSI                                  | 2:20,95 | Czövek Zsuzsanna Vasas SC                                   | 2:21,30 | Koczka Éva KSI                                                         | 2:28,86 |
| 100 m mellúszás        | Kiss Éva Bp. Honvéd                                      | 1:17,16 | Kindl Gabriella Bp. Spartacus                               | 1:17,68 | Sóskuti Mária Bp. Spartacus                                            | 1:18,40 |
| 200 m mellúszás        | Kiss Éva Bp. Honvéd                                      | 2:42,01 | Sóskuti Mária Bp. Spartacus                                 | 2:49,57 | Kindl Gabriella Bp. Spartacus                                          | 2:52,88 |
| 100 m pillangóúszás    | Szlavitsek Gizella Újpesti Dózsa                         | 1:06,32 | Miklósfalvi Éva BVSC                                        | 1:07,29 | Nagy Andrea Eger SE                                                    | 1:08,06 |
| 200 m pillangóúszás    | Kiss Éva Bp. Honvéd                                      | 2:22,19 | Szlavitsek Gizella Újpesti Dózsa                            | 2:22,23 | Miklósfalvi Éva BVSC                                                   | 2:25,69 |
| 200 m vegyes úszás     | Czövek Zsuzsa Vasas SC                                   | 2:27,56 | Fodor Ágnes Eger SE                                         | 2:28,59 | Verrasztó Gabriella KSI                                                | 2:31,76 |
| 400 m vegyes úszás     | Miklósfalvi Éva BVSC                                     | 5:09,44 | Fodor Ágnes Eger SE                                         | 5:13,49 | Szedlmayer Ildikó Bp. Spartacus                                        | 5:13,84 |
| 4 × 100 m gyorsváltó   | Eger SE Fodor Ágnes Nagy Andrea Pelle Judit              | 4:10,27 | BVSC Kókai Ildikó Kovács Edit Ludányi Mária Miklósfalvi Éva | 4:14,01 | Vasas SC Schäffer Zsuzsa Csillag Mónika Czövek Zsuzsa Papp Andrea      | 4:16,87 |
| 4 × 100 m vegyes váltó | Eger SE Fodor Ágnes Koncz Csilla Nagy Andrea Pelle Judit | 4:36,98 | BVSC Miklósfalvi Éva Ludányi Mária Nagy Katalin Kovács Edit | 4:39,38 | Bp. Spartacus Gulyás Klára Kindl Gabriella Szedlmayer Ildikó Törő Edit | 4:45,90 |

## Csúcsok
A bajnokság során az alábbi csúcsok születtek:
| Esemény                       | Idő     | Név             | Csapat        | Csúcs                     |
| ----------------------------- | ------- | --------------- | ------------- | ------------------------- |
| Férfi 200 méteres hátúszás    | 2:12,25 | Wladár Sándor   | KSI           | Országos gyermek          |
| Női 400 méteres gyorsúszás    | 4:29,31 | Schäffer Zsuzsa | Vasas SC      | Országos serdülő          |
| Női 400 méteres gyorsúszás    | 4:40,45 | Gulyás Klára    | Bp. Spartacus | Országos úttörő           |
| Női 800 méteres gyorsúszás    | 9:15,45 | Schäffer Zsuzsa | Vasas SC      | Országos serdülő          |
| Női 200 méteres pillangóúszás | 2:22,19 | Kiss Éva        | Bp. Honvéd    | Országos felnőtt          |
| Női 100 méteres mellúszás     | 1:17,68 | Kindl Gabriella | Bp. Spartacus | Országos serdülő, gyermek |
| Női 200 méteres mellúszás     | 2:49,57 | Sóskuti Mária   | Bp. Spartacus | Országos serdülő          |